# Domenico Beccafumi
Domenico di Giacomo di Pace Beccafumi zvaný il Mecherino (kolem 1486 oblast Sieny – 18. května 1551 Siena) byl italský pozdně renesanční a manýristický malíř, grafik a sochař, poslední představitel sienské malířské školy. Narodil se jako syn rolníka Giacoma di Pace, jenž pracoval pro Lorenza Beccafumiho. Ten si mladého Domenica oblíbil, prakticky ho adoptoval, rozpoznal jeho umělecké nadání a nechal jej studovat v Sieně. Roku 1510 se Domenico Beccafumi odebral na dva roky do Říma, kde se seznámil s posledním vývojem malířství i s uměleckým odkazem antiky.
Po návratu do Sieny získal Domenico Beccafumi řadu veřejných, církevních i soukromých zakázek. Mimo jiné vyzdobil freskami řadu budov. Roku 1519 dostal zakázku na výzdobu mramorové podlahy dómu, na níž pak pracoval následujících 30 let až do své smrti. Je také autorem četných náboženských obrazů, ilustroval rukopisy a pracoval jako sochař (např. jezdecká socha císaře Karla V.). Téměř celé jeho dochované dílo se i dnes nachází v Sieně.